# Хайле Гебреселасие
 Тази статия е за етиопския спортист.  За етиопския монарх вижте Хайле Селасие.  
Хайле Гебреселасие (на геез: ኃይሌ ገብረ ሥላሴ, на английски: Haile Gebrselassie) е бегач на дълги разстояния от Етиопия.
Считан е за един от най-великите бегачи на дълги разстояния в историята.
През ноември 2021 г. Хайле Гебреселаси е на бойния фронт в Етиопия срещу бунтовниците Тигрей.

## Ранна кариера
Роден в семейство с 10 деца в Асела, Провинция Арси в Етиопия. Като дете, растящо във ферма, тича 10 километра до училище и обратно в период от 10 години. На 16 години се записва за участие в маратона на Адис Абеба и постига време от 2:42 часа.

## Успехи
Постига много победи в разстояния от 1500 м. до маратон. Подобрил е 27 световни рекорда. Двукратен олимпийски шампион и трикратен световен шампион на 10 000 м.

## Лични постижения
- 1500 метра – 3:33.73
- 1 миля	– 3:52.39
- 3000 метра – 7:25.09
- 2 мили – 8:01.08
- 5000 метра – 12:39.36
- 10 000 метра – 26:22.75
- 10 км (път) – 27:02
- 15 км (път) – 41:38
- 10 мили (път) – 44:24
- 20 000 метра (писта) – 56:26.0
- 20 км (писта) – 55:48
- полумаратон – 58:55
- 25 км (път) – 1:11:37
- маратон – 2:03:59
- 1 час (писта) – 21,285 м